# 8-я византийская малая хроника
8-я византийская малая хроника — историческое сочинение, в одной из своих рукописей озаглавленное как «Новая хроника в сокращении» (греч. Χρονικόν νέον εν συντόμω). Названа по изданию П. Шрайнера, где эта хроника приведена под номером 8. Сохранилась в 2-х рукописях нач. и кон. XV в. Состоит из 56 заметок, охватывающих период с 1204 по 1352 гг. Описывает события политической истории Византии, борьбу с турками-османами, отношения Византии с Генуей и Венецией, историю византийской церкви и пр.

## Издания
1. В. Т. Горянов. Неизданный анонимный византийский хронограф XIV в. ВВ № 2 (1949), с. 276—293.
2. P. Schreiner. Die byzantinischen kleinchroniken. V. 1. Wien, 1975, p. 72-87.

## Переводы на русский язык
- Новая летопись в сокращении — перевод В. Т. Горянова по московской рукописи на сайте Восточной литературы

- 8-я византийская малая хроника — в переводе А. С. Досаева по изданию П. Шрайнера на сайте Восточной литературы